# Dinophora spenneroides
Dinophora es un género monotípico de plantas fanerógamas pertenecientes a la familia Melastomataceae. Su única especie: Dinophora spenneroides Benth., es originaria de África tropical.

## Descripción
Es un arbusto alcanza un tamaño de 4 m de altura, con inflorescencias colgantes y ramas cuadrangulares. Se encuentra en los claros del bosque, a lo largo de senderos;  en cultivos, y bosque de montaña 1-1900 m alt. en Fernando Poo (Bioko) y África tropical.

## Taxonomía
Dinophora spenneroides fue descrita por George Bentham y publicado en Niger Fl. 355, en el año 1849.
Sinonimia
- Phaeoneuron gracile Hutch. & Dalziel